# Josh Swickard
Joshua Swickard (Quincy, 4 luglio 1992) è un attore e modello statunitense.
È famoso per il ruolo di Harrison Chase in General Hospital e di Joseph Van Aston in Natale in California e in Natale in California: Luci della città.

## Biografia
Swickard nasce a Quincy (Illinois) il 4 luglio 1992 dai suoi genitori Bob e Gina Swickard. Ha tre sorelle Elyssa Carlisle, Kalia ed Elayna Swickard.

### Carriera
Swickard debutta come attore nel 2015 come guest star in un episodio di K.C. Agente Segreto. Nello stesso anno, ottiene il ruolo ricorrente di Todd Stetson in un'altra serie televisiva Liv e Maddie. All'inizio del 2017 prende parte ad un film chiamato Roped. Nel 2018 entra nel cast principale della soap opera General Hospital nel ruolo del detective Harrison Chase. Nel 2020, Swickard fa il suo debutto cinematografico interpretando il ruolo principale di Colton Burtenshaw nel film romantico Roped al fianco di sua moglie Lauren York. In seguito i due sposi recitano insieme nel film natalizio Natale in California e nel sequel Natale in California: Luci della città. Nel 2022 recita nel film natalizio Hollywood Christmas. Nel 2023 recita in un altro film natalizio chiamato Natale nel vigneto.

### Vita privata
Nel 2018, Josh annuncia il suo fidanzamento con l'attrice Lauren York. La coppia si sposa il 6 luglio 2019. Hanno due figli insieme.

## Filmografia

### Cinema
- Roped (2017)
- Natale in California (2020)
- Natale in California: Luci della città (2021)
- Hollywood Christmas (2022)
- Natale nel vigneto (2023)

### Televisione
- Liv e Maddie - serie TV, 4 episodio (2015-2016)
- K.C. Agente Segreto - serie TV, 1 episodio (2016)
- General Hospital - soap opera (2018-in corso)
- School of Rock - serie TV, 1 episodio (2018)